# Slash Records
La Slash Records è un'etichetta discografica fondata a Los Angeles da Bob Biggs nel 1978. Nel 1981, viene fondata una etichetta sussidiaria, la Ruby Records.

## Storia della Slash Records
La Slash è acquisita dalla London Records nel 1986. Dal 1982 al 1996, le pubblicazioni della Slash Records sono distribuite negli Stati Uniti d'America dalla Warner Bros. Records, altrove dalla Mercury Records.
La Universal Music (proprietaria dell'American Decca) acquista la PolyGram, proprietaria della London Records nel 2000, chiudendo la Slash. Quando Ames si trasferisce alla Warner Music Group, il catalogo della Slash è acquisito dalla Warner. Nel 2003, Ames rinuncia all'uso del nome Slash a favore di Bob Biggs, che rilancia l'etichetta.

## Gruppi musicali sotto la Slash Records
- The Blasters
- The BoDeans
- Burning Spear
- The Dream Syndicate
- Failure
- Faith No More
- Fear
- Field Trip
- GRADUATION DAY
- Green on Red
- Gun Club
- Gun Bunnies
- Imperial Teen
- L7
- Los Lobos
- Misfits
- Plugz
- Rammstein
- Soul Coughing
- Steel Pole Bath Tub
- The Germs
- Tribe
- Violent Femmes
- X